# Jari Kurri
Jari Kurri (ur. 18 maja 1960 w Helsinkach) – fiński hokeista, reprezentant Finlandii, dwukrotny olimpijczyk. Trener i działacz hokejowy.

## Kariera zawodnicza
- Jokerit (wychowanek, 1975–1980)
- Edmonton Oilers (1980–1990)
- HC Devils Milano (1990–1991)
- Los Angeles Kings (1991–1994)
- Jokerit (1994–1995)
- Los Angeles Kings (1995–1996)
- New York Rangers (1996)
- Anaheim Mighty Ducks (1996–1997)
- Colorado Avalanche (1997–1998)

Uczestniczył w turniejach mistrzostw świata w 1982, 1989, 1991, 1994, zimowych igrzysk olimpijskich 1980, 1998, Canada Cup 1981, 1987, 1991 oraz Pucharu Świata 1996.

## Kariera trenerska i menedżerska
W latach 2001–2004 był asystentem selekcjonera reprezentacji Finlandii. Od 2003 roku pełnił funkcję generalnego menedżera reprezentacji.
W lipcu 2014 został członkiem rady dyrektorów KHL jako menedżer generalny klubu Jokerit.

## Sukcesy i wyróżnienia

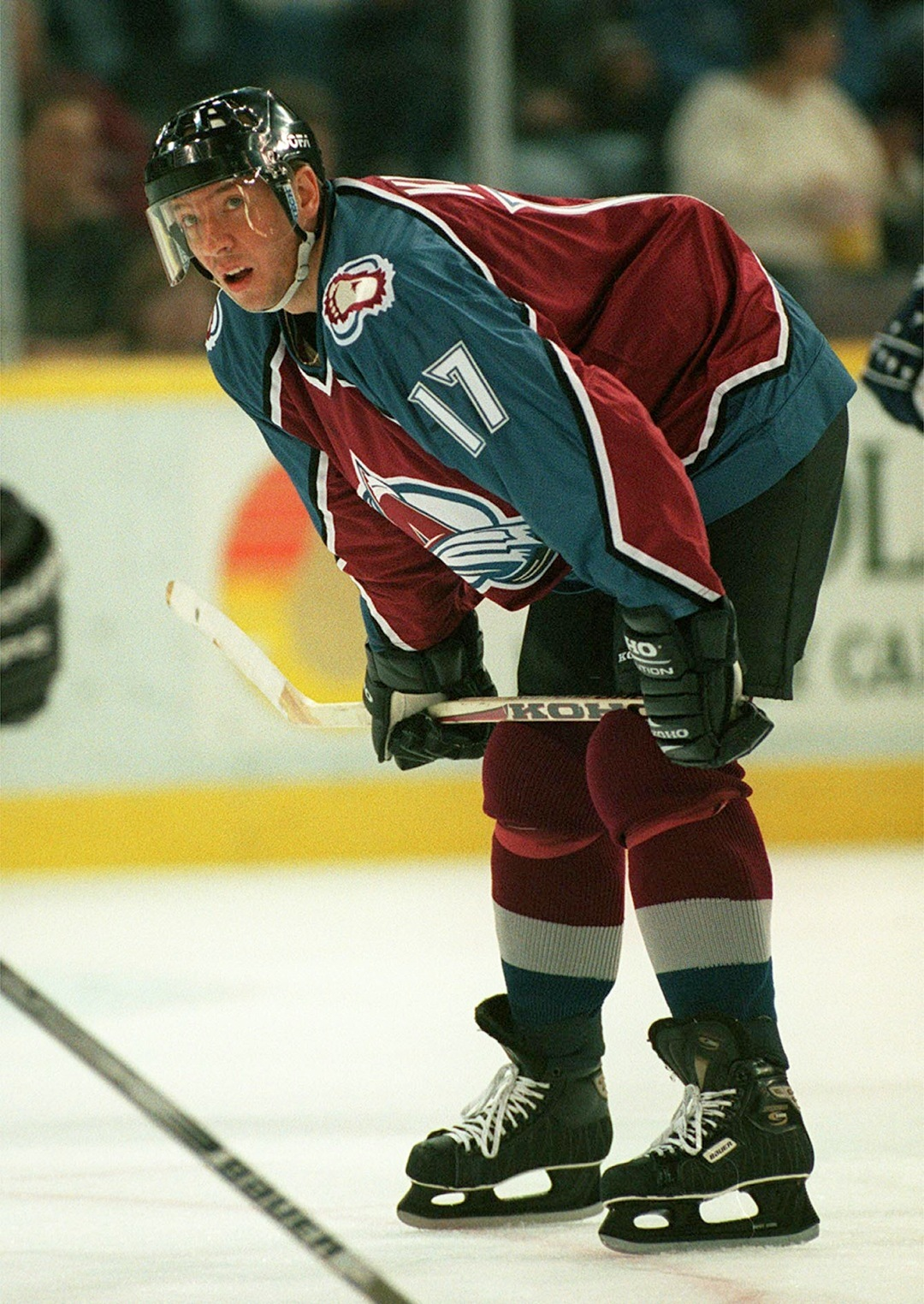
Jari Kurri w barwach Colorado Avalanche (1997)

Reprezentacyjne
- Złoty medal mistrzostw Europy juniorów do lat 18: 1978
- Srebrny medal mistrzostw świata juniorów do lat 20: 1980
- Trzecie miejsce w Canada Cup: 1991
- Srebrny medal mistrzostw świata: 1991
- Brązowy medal zimowych igrzysk olimpijskich: 1998

Klubowe
- Puchar Stanleya (5 razy): 1984, 1985, 1987, 1988, 1990 z Edmonton Oilers
- Srebrny medal Mistrzostw Finlandii: 1995 z Jokeritem

Indywidualne
- Mistrzostwa Europy juniorów do lat 18 w hokeju na lodzie 1978:
  - Skład gwiazd turnieju[2]
  - Najlepszy napastnik turnieju
- Mistrzostwa świata juniorów do lat 20 w 1980:
  - Pierwsze miejsce w klasyfikacji asystentów turnieju: 7 asyst
- NHL (1983/1984):
  - NHL Second All-Star Team
- NHL (1984/1985):
  - NHL Second All-Star Team
  - Lady Byng Memorial Trophy
- NHL (1986/1987):
  - Zdobywca decydującego gola o mistrzostwie
  - Drugi skład gwiazd
- Mistrzostwa Świata w Hokeju na Lodzie 1991
  - Skład gwiazd turnieju
- Mistrzostwa Świata w Hokeju na Lodzie 1994
  - Skład gwiazd turnieju

Rekord
- Drugie miejsce w klasyfikacji kanadyjskiej wszech czasów w klubie Edmonton Oilers: 1043 punkty

Wyróżnienia i upamiętnienia
- Numer 17 zastrzeżony w reprezentacji Finlandii
- Numer 17 zastrzeżony w klubie Jokerit
- Numer 17 zastrzeżony w klubie Edmonton Oilers: 2001
- Galeria Sławy IIHF: 2000
- Hockey Hall of Fame: 2001
- Galeria Sławy fińskiego hokeja na lodzie
- W uznaniu jego zasług władze fińskich rozgrywek hokeja na lodzie SM-liiga nazwały nagrodę Trofeum Jariego Kurri dla najlepszego zawodnika fazy play-off imieniem i nazwiskiem Jariego Kurri. Jest przyznawana od sezonu 1993/1994.
- Numer 17, z którym występował Kurri, został zastrzeżony zarówno dla reprezentantów Finlandii jak i dla zawodników jego macierzystego klubu Jokerit. W 2008 fińska federację zastrzegła numer Helminena dla zawodników reprezentacji Finlandii (jest to jedno z dwóch takich uhonorowań zasług – prócz niego wyróżniony jest Raimo Helminen). Koszulki z zastrzeżonymi numerami reprezentacji Finlandii są wywieszone w hali Hartwall Areena w Helsinkach.